# Delitto e castigo (opera teatrale)
Delitto e castigo è un'opera teatrale scritta nel 2005 da Glauco Mauri basata sull'omonimo romanzo di Fëdor Michajlovič Dostoevskij.
Lo spettacolo è andato in scena per la prima volta il 3 novembre 2005 al
Teatro Comunale Chiabrera di Savona, con la regia dello stesso Glauco Mauri, scene di Alessandro Camera, costumi di Simona Morresi e musiche di Arturo Annecchino.
Il cast originale comprende Roberto Sturno (Raskolnikov), Glauco Mauri (Porfiri Petrovic) e Silvia Ajelli (Sonja Marmeladova).
Si tratta di uno dei lavori di maggior successo della coppia Mauri-Sturno, portato in tournée nel corso di tre stagioni (dal 2005 al 2007), per un totale di oltre 270 repliche e la cui ripresa video è stata recentemente distribuita in DVD.